# Scaleby Castle

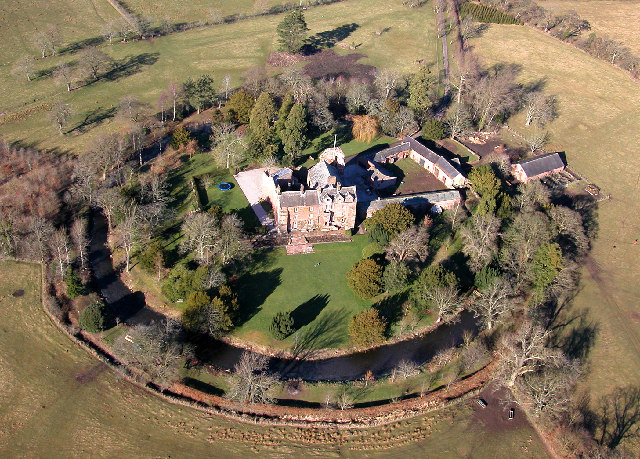
Luftaufnahme von Scaleby Castle

Scaleby Castle ist ein Landhaus und eine ehemalige Burg im Dorf Scaleby in der englischen Grafschaft Cumbria. Die Burg wurde ursprünglich Anfang des 14. Jahrhunderts errichtet und dann im 15. Jahrhundert zu einer starken Festung erweitert. Während des englischen Bürgerkrieges griffen parlamentaristische Truppen die Burg zweimal an und brannten sie nieder. Später wurde sie als Landhaus wieder aufgebaut.

## Geschichte

### Bau und Ausbau der Burg
Robert de Tilliol ließ Scaleby Castle nach 1307 in der Nähe des Dorfes Scaleby, etwa 10 km entfernt von Carlisle, errichten. Die Tilliols waren seit der Regentschaft Heinrichs I. eine gutsituierte Familie in der Region und Robert de Tilliol erhielt das Land für den Bau der Burg von König Eduard I. Die Erlaubnis zum Bau einer befestigten Burg (engl.: Licence to Crenellate) erlangte er von König Eduard II. Die ursprüngliche Burg bestand aus zwei Gebäudegruppen, die durch einen kleinen Hof miteinander verbunden waren. Auf beiden Seiten war sie durch eine Kurtine geschützt und war allseitig von einem etwa 7,4 Meter breiten Wassergraben sowie von einem inneren Graben umgeben. Letzterer wurde seither größtenteils zerstört.
Die männliche Linie der Tilliols starb 1435 aus; die Burg fiel dann durch Heirat an die Familie Colville. Sie ließen die ganze Burg umbauen und z. B. den Peel Tower, den Rittersaal und den Eingang zur Burg, einschließlich einer mehreckigen Barbakane. Der Peel Tower bildete mit seinem Grundriss von etwa 12 Meter × 9 Meter eine starke Festung; der hatte drei Stockwerke und dicke Mauern. Die Familie Musgrave erwarb die Burg und Sir Edward Musgrave ließ die südliche Gebäudeflucht 1596 neu bauen.

### Zerstörung im Bürgerkrieg
1641 brach der englische Bürgerkrieg zwischen den royalistischen Unterstützern Karls I. und denen des Parlamentes aus. Sir Edward Musgraves Enkel, der ebenfalls Edward hieß, war ein entschiedener Royalist. Im Februar 1645 belagerten parlamentaristische Truppen das nahegelegene Carlisle, nahmen schließlich Scaleby Castle ein und verursachten beträchtlichen Schaden an der Burg. Edward Musgrave ließ es zwar restaurieren, griff aber 1648 erneut zu den Waffen für die Sache des Königs. Diesmal fiel die Burg sofort in die Hände der parlamentaristischen Truppen, die sie in Brand setzten.

### Wiederaufbau und Umwandlung in ein Landhaus
Sir Edward Musgrave hatte hohe Schulden und verkaufte die Burg nach dem Bürgerkrieg an Richard Gilpin, der das Anwesen um 1800 wieder herrichten ließ. Das Anwesen blieb in Händen der Gilpins, bis es verfiel. Es wurde dann von Rowland Fawcett erneut restauriert, diesmal als Landhaus, und von der Familie Standish erworben.
Heute hat English Heritage Scaleby Castle als historisches Bauwerk I. Grades gelistet und es gilt als Scheduled Monument. Es ist der Sitz von Oliver Eden, 8. Baron Henley, einem Verwandten des ehemaligen britischen Premierministers Sir Anthony Eden.